# Stylidium affine
Stylidium affine este o specie de plante dicotiledonate din genul Stylidium, familia Stylidiaceae, ordinul Asterales, descrisă de Sonder. Conform Catalogue of Life specia Stylidium affine nu are subspecii cunoscute.

## Galerie de imagini

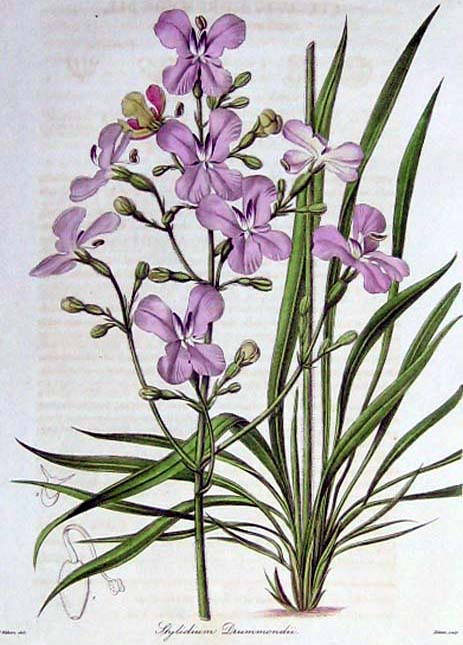
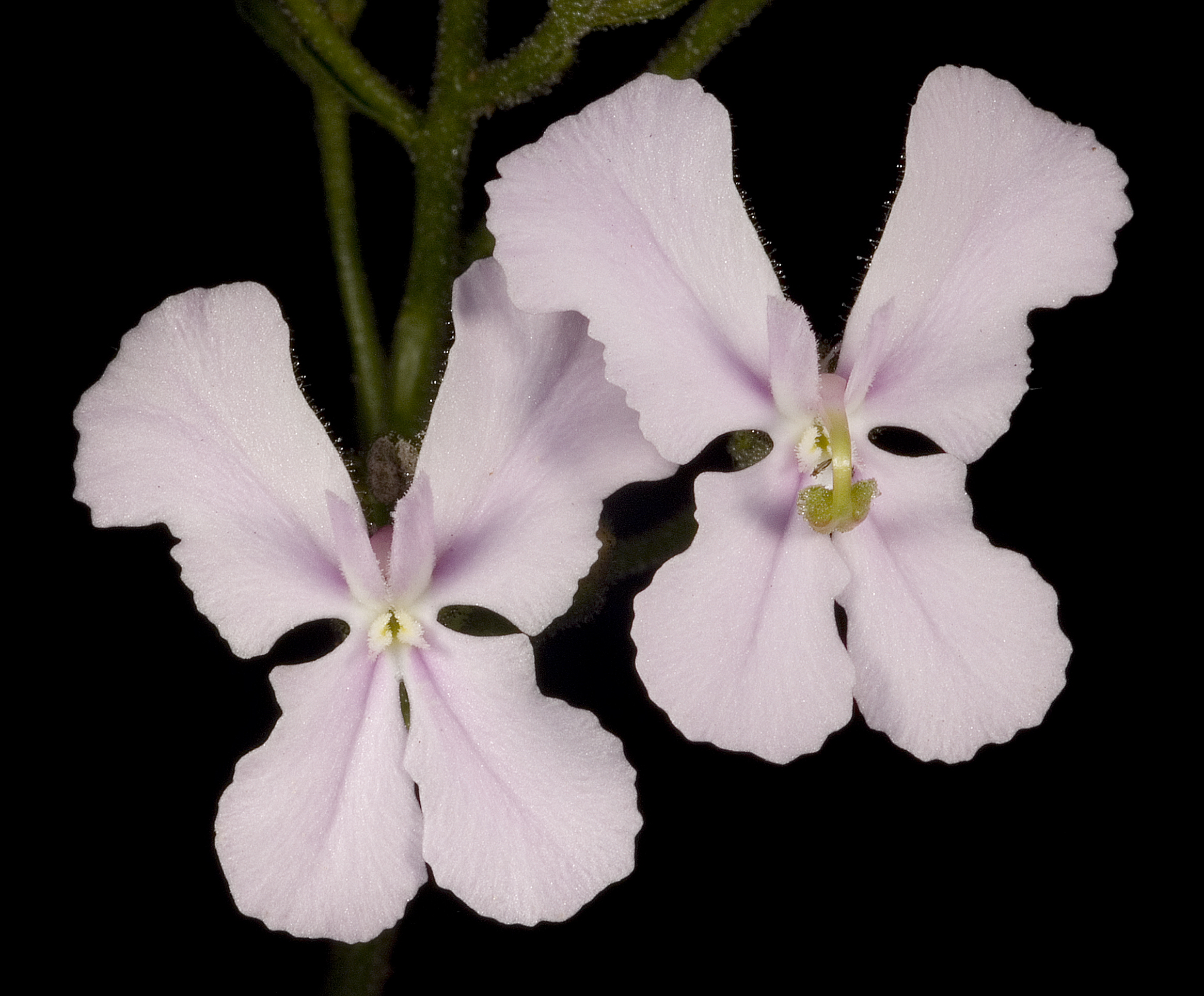